# 高密市
高密市位于中国山东省东部，是潍坊市下属的一个县级市，1994年由高密县撤县设市改制而来，古称“夷维”，又名“夷安”，又因其地势而得名“凤城”。高密位于胶东半岛中部，坐落于胶莱平原之上，南北最长60.1公里，东西最宽51.2公里，总面积为1605.55平方公里。距省会济南265公里，距潍坊市75公里，市人民政府駐人民大街1643号。东临山东省最大城市青岛，西北与昌邑市，西南与诸城市，东部与胶州市，北部与青岛下辖的县级市平度市接壤。
高密有约2000年的历史。在春秋战国时期，高密地区已出现城市。战国时，“高密”一名首出于世。在汉代时，高密先后成为胶西国与高密国之国都，获长足发展。之后的历史中，高密历经变迁，同时亦产生较丰富的历史文化，唯今日古迹已所剩不多。高密地处沿海与内陆交汇地带，其地方文化因此具有双重特色。近代时，德国在临近的胶澳地区建立胶州湾租借地，高密又接受外来文化影响。而在此背景下产生的社会风貌则成为一些文艺作品的取材背景。
高密市是国务院最早批准的沿海地区对外开放县（市）之一，在20世纪90年代后经济获较快成长，其经济以制造业为主。高密亦是山东省肉类生产第四大、中国第13大县市。2019年7月19日，入选中国百强县（第83名），全国营商环境百强县，及2019年中国县级市全面小康指数前100名。

## 古代典籍
西汉《史记·本纪·高祖本纪》：“淮阴已受命东，未渡平原。汉王使郦生往说齐王田广，广叛楚，与汉和，共击项羽。韩信用蒯通计，遂袭破齐。齐王烹郦生，东走高密。项羽闻韩信已举河北兵破齐、赵，且欲击楚，则使龙且、周兰往击之。”
西汉《史记·世家·三王世家》：“会昭帝崩，宣帝初立，缘恩行义，以本始元年中，裂汉地，尽以封广陵王胥四子：一子为朝阳侯；一子为平曲侯；一子为南利侯；最爱少子弘，立以为高密王。”
西汉《史记·列传·乐毅列传》：“华成君，乐毅之孙也。而乐氏之族有乐瑕公、乐臣公，赵且为秦所灭，亡之齐高密。”，“河上丈人教安期生，安期生教毛翕公，毛翕公教乐瑕公，乐瑕公教乐臣公，乐臣公教盖公。盖公教于齐高密、胶西，为曹相国师。”
西汉《史记·列传·淮阴侯列传》：“齐王田广以郦生卖己，乃亨之，而走高密，使使之楚请救。韩信已定临灾，遂东追广至高密西。楚亦使龙且将，号称二十万，救齐。”
西汉《史记·列传·田儋列传》：“齐王广、相横怒，以郦生卖己，而亨郦生。齐王广东走高密，相横走博（阳），守相田光走城阳，将军田既军于胶东。楚使龙且救齐，齐王与合军高密。”
西汉《史记·列传·樊郦滕灌列传》：“攻下嬴、博，破齐将军田吸于千乘，所将卒斩吸。东从韩信攻龙且、留公旋于高密，卒斩龙且，生得右司马、连尹各一人，楼烦将十人，身生得亚将周兰。”
东汉《汉书·纪·高帝纪·高帝纪上》：“四年冬十月，韩信用蒯通计，袭破齐。齐王亨郦生，东走高密。项羽闻韩信破齐，且欲击楚，使龙且救齐。”
东汉《汉书·纪·宣帝纪》：“秋七月，诏立燕剌王太子建为广阳王，立广陵王胥少子弘为高密王。”
东汉《汉书·志·地理志·地理志下》：“高密国，户四万五百三十一，口十九万二千五百三十六。县五：高密，昌安，石泉，夷安，”，“齐地，虚、危之分野也。东有甾川、东莱、琅邪、高密、胶东，南有泰山、城阳，北有千乘，清河以南，勃海之高乐、高城、重合、阳信，西有济南、平原，皆齐分也。”

## 地名
城阴城为高密历史上最早出现的城市，元代于钦所著《齐乘》一书载  “ （潍） 水西即且冢，冢南曰梁台，韩信囊沙壅水之地，亦曰城阴城”。有学者认为，城阴城之名应为维邑。现名称高密首出史籍于《史记·乐毅传》，《史记·乐毅传》载，“乐氏之族有乐瑕公、乐臣公，赵且为秦所灭，亡之齐高密”，遂成“高密”于历史上第一印记。。《水经注·潍水》：“（潍水）又北过高密县西。应劭曰：县有密水，故有高密之名也。”《今县释名》则认为高密之名，来源于其为潍水源头。

## 地理

### 气候
高密地处暖温带东部季风区，属季风性暖温带大陆性半湿润气候。气候较宜人，冬冷夏热，四季分明，雨量集中，雨热同期。春季气温多变，冷空气活动频繁，常出现倒春寒现象。“春分”以后，多西南风，地面温度回升速度加快，空气干燥，降水较少，春旱时有发生。夏季盛行暖湿的东南季风，暖热多雨，空气湿度大。秋季气温下降，天高气爽，冬季寒冷干燥，少雨雪，多西北风。年均气温为12.7℃，无霜期平均212天，日照时数2453小时，年均降雨量619.6毫米。降水多集中于夏、秋两季，季节与年季变化大，季风性特征明显。总体来说适于人类生活，但亦有气象灾害发生。主要的气象灾害有:暴雨、干旱等。

### 地形
高密地形以平原为主，地势坦荡，一望千里，地势南高北低。海拔最高点位于柴沟镇梁尹岭张林北侧,海拔109.4米，海拔最低点位于大牟家镇曹家北近北胶莱河处,海拔7.5米。南北极点高差101.9米，地面总坡度约为1/600。受地形影响，高密土地类型以耕地为主，林地以人造林为主，草地稀少。而地形区具体可分为三部分：

#### 缓丘区
高密南部属泰沂山区末端，缓丘绵延，地势相对高密其他地区为高，由剥蚀残丘和丘间凹地两种微地貌单元组成。主要分布在柏城、柴沟等镇，密水南部亦有分布，面积306.71平方千米，占境域总面积的19.1%。区内多沙质壤土，降水入渗快，易剥蚀，再加之高密地处季风区，降水相对较多，因此部分显现出水土流失地貌。

#### 缓平坡区
高密中部为缓平坡区，由滨河平地和低分水岭地两种微地貌单元组成，地面平缓坦荡。分布于密水、醴泉、阚家、夏庄、朝阳、柏城、柴沟、井沟、等镇、街道办事处，总面积为802.646平方千米，占全市总面积的49.99%。

#### 低平区
高密北部区域为低平区，地势低洼，地面平展，全境河流多汇集于此。主要分布于朝阳街道北部，阚家镇东部，夏庄、姜庄、大牟家、醴泉等镇街为多，面积496.19平方千米，占总面积的30.91%。

### 水文
高密地处季风气候区，降水变化大，因此河流流量亦变化较大。在降水较多的年份，河流水量很大;而在降水较少的年份，河流水量较小甚至会出现断流的情况。高密水库较多，其与邻近多个县市共同管辖的峡山水库始建于20世纪50年代，为山东省第一大水库。其他水库有王吴水库等。

### 土壤种类及分布状况

#### 砂姜黑土土类
砂姜黑土土类中有机质含量较其他种类土壤为高，质地较粘，适宜农业生产，是高密市分布最广的土类，主要分布在北部地势较低的地区，面积为889673.8亩。

#### 棕壤土类和褐土土类
此类土层薄,土地肥力低,相对黑土而言不适宜农业生产，分布在高密市南部缓丘区的缓丘区域及东部、南部、西部等地势较高的地带。总面积481869.5亩。

#### 潮土土类
土层较深厚,质疏松,地下水资源相对较丰富，主要分布于高密市主要河流沿岸区域，面积为449662.1亩。

### 土壤养分
1991年对28处乡镇进行土壤养分调查，共取样1229份。结果显示，全市土壤养分平均含量为：有机质1.08%，全氮0.072%，速效氮68.2ppm，速效磷8.04ppm，速效钾75.4ppm。

### 资源

#### 矿藏
| 类型 | 产生原因     | 规模及储量       |
| ---- | ------------ | ---------------- |
| 银矿 | 重晶石矿伴生 | 矿点，含量极少   |
| 铅矿 | 重晶石矿伴生 | 较小，储量1203吨 |

| 类型     | 地点                                                                         | 产生原因                           | 规模及储量                             |
| -------- | ---------------------------------------------------------------------------- | ---------------------------------- | -------------------------------------- |
| 重晶石   | 西化山、宫家庄、新胜屯一带                                                   | 中温热液矿床                       | 除西化山规模为中型，其余均为小型及矿点 |
| 花岗石   | 秦家店一带                                                                   | 由火山喷发形成                     | 1491万立方米                           |
| 瓷石     | 东于家埠及附近                                                               | 由火山喷发形成                     | 中型，储量3747.45万吨。                |
| 玄武岩   | 姚家村，金宝山附近                                                           | 由火山喷发形成                     | 349.3万吨                              |
| 黏土陶土 | 八里庄、顾家岭一带                                                           | 正常碎屑沉积                       | 矿点                                   |
| 砂       | 沙沟——郑公近河、休息园——堤东、葛家庙子——张家庄、冯家庄等地及胶河姚哥庄段两岸 | 正常沉积及风成堆积型，后者为沉积型 | 中小型                                 |
| 膨润土   | 谭家营、东疃附近及高戈庄                                                     | 由火山喷发形成                     | 规模为小型和矿点。储量为91.88万吨      |

## 历史

### 先秦时代
在石器时代时，高密一带有早期人类活动。据县志载，高密在上古时属于古青、唐州，为禹封国。商周时期，高密位于莱国势力范围之内。在春秋时，城阴城初建，成为高密地区最早的城市，公元前567年（齐灵公十五年）齐灭莱，高密归于齐国管辖，战国时，高密一名首出于世。

### 秦汉时期
秦置高密县，治所在今高密市西北。隶属于齐郡，后改属胶东郡。西汉在地方推行郡国并行制度，公元前164年（文帝十六年）初属胶西国，为其国都，公元前108年（西汉武帝元封三年）属胶西郡。本始元年（前73年）又改胶西郡为高密国，治所为高密县，共辖五县：高密县、昌安县、石泉县、夷安县、成乡县。辖境约当今山东省高密市一带。位于高密南部的城阴城，为当时的高密县治所。
新莽天凤元年（14年），改高密为章牟。东汉复称高密，隶属于高密国（都城阴城），建武十三年（37年），高密国废入北海国
。

### 三国两晋南北朝
三国时，高密县由魏国统治，隶属城阳郡。
西晋统一后，公元266年（西晋武帝泰始二年）县属青州城阳郡。西晋元康十年（300年），复置高密国。晋怀帝永嘉之乱后，天下大乱。316年西晋灭亡，北方进入十六国时期。公元317年（东晋元帝建武元年）县改属青州高密国。后为后赵、前燕、前秦、后燕、南燕等政权统治。南燕灭亡后，又为东晋所收复。。
进入南北朝时期后，开始时南朝宋尚能对高密进行有效统治，将其划归于青州高密郡但随着南朝势力的衰弱，南朝政权对于山东地区的控制力也愈加衰微，高密终归北朝所治。先属北朝魏青州高密郡。公元529年（北魏孝庄帝永安二年）改属胶州高密郡。（治桑犊，今潍坊市坊子区泉河头附近）。元魏、北齐、北周均将高密县划属高密郡，但郡治所则有所不同。（元魏治高密，即城阴城；北齐移治东武，今诸城市）。

### 隋代至元代时期
隋文帝统一全国后，高密县移治今柏城镇故献。初隶属于密州，后将密州改称高密郡（俱治东武，今诸城市）。
唐武德六年，高密县治移入今市区（战国前夷维国都城，汉为夷安县治）。后高密郡再次改称密州郡，又改其建制为州（俱治今诸城市）。
五代、北宋与金时，高密县均属密州（治今诸城市）。
元代，高密县属胶州（治今胶州市）。

### 明清时期
明代，高密县改属莱州府（治今莱州市）。
清代沿袭明制，高密县仍属莱州府。
清光绪二十五年（1899年），德国强占民地民房，修筑胶济铁路，激起高密住民与德军冲突；6月高密县大吕庄民众阻修铁路，被德军枪杀20余人；1900年1月，高密武生李金榜及民众组织者孙文等率众阻止铁路，要求改线，时任山东巡抚袁世凯下令逮捕；9月高密数百民众在南流阻修铁路，又被德军枪杀3人。冲突直至1901年方结束。是为高密事件。光绪三十年（1904年），胶州升为直隶州，高密县改属胶州（治今胶州市）。

### 民国至今
中华民国时期，高密县先属胶东道（治今烟台市），民国十四年（1925年），改称莱胶道。民国十七年（1928年）裁道，县直属于山东省政府。
抗日战争及第二次國共內戰时期，县境曾先后析置胶高、胶河等县。值得一提的是，在抗日战争期间，在高密一县境内同时存在由国民政府领导的县政府（驻南乡王十字庄）与中共领导的县人民政府以及隶属于汪精卫政权的伪县政府（驻县城）3个政权并立的局面存在。
1949年后，高密县属滨北专区。1950年5月改属胶州专区。1956年3月划归昌潍专区。1967年2月，昌潍专区改称昌潍地区，1981年5月，昌潍地区改称潍坊地区，1983年10月，潍坊地区改制为潍坊市，但高密县未改变隶属关系，均顺次属之。
改革开放后，高密县被划为对外开放区，经济遂获长足发展。
1994年5月18日撤销高密县，设立高密市。由山东省潍坊市代管。

## 政治
| 机构     | · 中国共产党 · 高密市委员会 · 书记 | 高密市人民代表大会 常务委员会 主任 | 高密市人民政府 市长 | · 中国人民政治协商会议 · 高密市委员会 · 主席 | 高密市监察委员会 主任 |
| -------- | ---------------------------------- | ---------------------------------- | ------------------- | -------------------------------------------- | --------------------- |
| 姓名     | 刘玉                               | 王文琦                             | 万丽（女）          | 刘明伦                                       | 孔晓明                |
| 民族     | 汉族                               | 汉族                               | 汉族                | 汉族                                         | 汉族                  |
| 就任日期 | 2021年1月                          | 2018年1月                          | 2017年1月           | 2017年1月                                    | 2018年1月             |

中国共产党是高密市唯一的执政党，设有其地方组织——中国共产党高密市委员会，由中国共产党高密市代表大会选举产生，向其负责并报告工作，贯彻执行上级党组织的方针、指示和市党代会的决议，领导高密市的工作。高密市人民政府是高密市地方国家权力机关的执行机关和市级国家行政机关，现任市长为王文琦。
高密市人民代表大会常务委员会是市人大的常设机关，现任市人大常委会主任为万丽。中国人民政治协商会议高密市委员会是中国人民政治协商会议中共领导的多党合作、政治协商的地方重要机构，现任市政协主席为刘明伦。中国共产党高密市纪律检查委员会与高密市监察委员会合署办公，是履行纪检、监察两项职责的机关，现负责人为孔晓明。
高密市主要的人民团体有高密市工商联、高密市总工会、共青团高密市委、高密市妇联等。

## 行政区划

### 沿革
高密自明代之前之行政区划暂不可考。自明朝后，方有确切文字记载。
明代实行乡（隅）社制，即县下设乡（隅），乡下设社。高密当时设四隅、六乡、八十四社。
1. 四隅：在县城内设东隅、西隅、南隅、北隅。
2. 六乡：为泽民乡、龙德乡、久敬乡、务本乡、潍川乡、郑公乡。

至明万历九年（1581年），原属平度州之双丘社改属高密后，高密共辖85社。
清朝初沿袭明制，全县辖4隅、6乡、84社（双丘复归平度州，其余未有变化），兼领车辋、坊岭2屯。清中期，泽民乡分为泽南、泽北二乡;车辋、坊岭2屯改称乡，共4隅9乡，分领83社（店西社撤销）。泽南乡辖西苓芝、正苓芝、夏庄、伏家庄、官庄、河西、北直7社。泽北乡辖大成、亭口、周家庄、李仙庄、姜家庄、魏官寨、城子7社。其余乡辖社未有变化。
清宣统三年（公元1911年），改乡称区。4隅称城区，由泽北划出泽西区，全县划为11个区。即：城区、龙德区、泽南区、泽北区、泽西区、车辋区、坊岭区、务本区、久敬区、潍川区、郑公区。
中华民国初沿清制，后改为县下设区，区下设镇、乡，镇、乡下设村的基层区划。后又撤区改乡（镇），再又沿之前建制重设区乡。1928年，泽西复并入泽北，全县共10区，辖253乡（镇），1023村。区以序号命名。城区为第一区，龙德为第二区，泽南为第三区，泽北为第四区，车辋为第五区，坊岭为第六区，郑公为第七区，潍川为第八区，务本为第九区，久敬为第十区。
1949年9月，高密县共设17区，分别为城厢区、柏城区、张鲁区、河崖区、夏庄区、姜庄区、顺河区、沂塘区、康庄区、坊岭区、中岭区、井沟区、方平区、朱公区、道乡区、呼镇区、城郊区（后改周阳区）。
1954年，第一区改称城关区。次年11月，其余各区也以区机关驻地命名。唯第七区改顺河为仁和，第十一区改中岭为双羊，第十三区改方平为注沟，第十四区改朱公为柴沟，第十五区改道乡为城律，第十七区改城郊为周阳。
1956年2月，撤张鲁、沂塘、康庄、呼镇4区，改城关区为城关镇。全县共有13个区（镇）。12月，周戈庄区由平度县划归后，全县为14个区（镇）。
1958年2月撤区，划为26个乡（镇）。同年9月，全县成立16处人民公社，实行政社合一。分别为城关公社、柏城公社、夏庄公社、姜庄公社、大王庄公社、双羊公社、河崖公社、周戈庄公社、康庄公社、袁家公社、井沟公社、水西公社、柴沟公社、城律公社、拒城河公社、呼家庄公社。1962年5月增设仁和公社。1964年3月，增设大牟家公社。1980年2月，增设土庄、大栏两公社，全县人民公社增至20处。
1984年3月，撤销人民公社，复称乡（镇）。全县划为11镇、18乡。
2001年3月，全市乡镇调整为17镇、3街道办事处。2007年8月，调整为7镇、3街道街道办事处。2008年调整为7镇、3街道办事处、2区。分别为：朝阳街道、密水街道、醴泉街道、柏城镇、夏庄镇、姜庄镇、大牟家镇、阚家镇、井沟镇、柴沟镇、经济开发区、胶河疏港物流园区。2011年1月，设立咸家工业区，由原咸家乡23个村和原仁和镇的高屋村组成。2012年9月，成立胶河生态发展区，由原李家营镇57行政村组成。2012年8月成立高新技术产业发展区，由夏庄镇的27个行政村和朝阳街道的8个社区（村）组成。2015年2月16日，胶河疏港物流园区更名为东北乡文化发展区，管辖范围扩大到2007年前原河崖镇56个村的管辖范围。2015年4月成立注沟现代农业发展区，由原注沟镇45个行政村组成。

### 现今正式行政区划
高密市下辖3个街道办事处、7个镇：
朝阳街道、醴泉街道、密水街道、柏城镇、夏庄镇、姜庄镇、大牟家镇、阚家镇、井沟镇和柴沟镇。

## 经济
2018年GDP达到673.8亿元，列濰坊市第四。三大产业中以第二产业为主，第三产业比例缓慢增长。

### 农业
高密地处华北农业区，农业较为发达。农业生产以种植业与畜牧业为支柱。近年来，农业现代化水平有所进步，农村社会发展程度不低。2018年，高密市粮食播种面积199.34万亩，增长1.4%。粮食总产量84.9万吨。油料作物播种面积8.83万亩，增长6.9%。畜牧业增加值17.23亿元，比上年增长2.8%。猪牛肉禽等肉类总产量17.76万吨，增长4.4%。

### 工业
工业以纺织、化纤、建材、机械制造、农产品加工为主，纺织服装、机械电子、制鞋劳保、食品加工、化工建材等五大产业集群企业达到367家。
2018年，高密市436家规模以上工业企业工业总产值同比增长7.5%；工业增加值可比价增长6.9%。
知名企业有豪迈科技、孚日家纺等。

### 服务业
服务业近年得到发展，产值不断提高。贸易、旅游、金融、酒店业为其支柱。

## 交通

### 公路
公路通车里程达3204.8千米，其中省道125.8千米，县道434.2千米，乡道1107.4千米，村道1537.4千米。公路密度为210千米/百平方千米，公路养护里程3204.8千米。青银高速出入口2处。

### 铁路
胶济铁路、胶新铁路途径高密市。共有高密站和高密南站、土庄站、姚哥庄站三个四等车站。
此外，尚有高密北站一个高铁车站。

## 人口
2010年中国第六次人口普查时，高密市共有人口895582人。共有家庭262670户，平均每户3.23人。14岁以下的少年儿童共143702人，占总人口16.04%；15-64岁人口共653610人，占总人口72.98%；65岁及以上的老年人共98270人，占总人口的10.97%。男性共计447238人，占总人口49.93%；女性共计448344，占总人口50.06%。本地居住的人口中，拥有本地户籍的人口为778962人，占86.97%。人口增长速度缓慢，出现了人口老龄化现像。
2018年末,全市总户数为331690户,户籍总人口为896444人,其中男性447293人、女性449151人，人口增长缓慢。2019年末，全市总户数为331755户，户籍总人口为898277人。其中：男性448301人，女性449976人。全市年人口出生率为9.51‰，死亡率为4.89‰，人口自然增长率为4.62‰。
根据(山东省)潍坊市第七次全国人口普查公报显示：高密市常住人口为877393人，男性人口占比50.36%，女性人口占比49.64%，年龄结构中0-14岁占比17.16%，15-59岁占比60.56%，60岁以上占比22.27%，65岁以上占比16.56%。2020年初全市总户数为331755户，户籍总人口为898277人。

## 名人
Category: 高密人